# Šentpeter (roman)
Šentpeter je kolektivni roman pisatelja Juša Kozaka iz leta 1931. Pripoveduje o propadu družine Zamejec iz rodu Cunjarjev v ljubljanskem predmestju Šentpeter. Ker je temu rodu pripadal tudi sam, gre za avtobiografski roman.

## Okoliščine nastanka
Roman je bil načrtovan kot del obsežnejšega opusa, v katerem je avtor nameraval predstaviti življenje svojega rodu od sredine 19. stoletja do svojega časa. Toda ko je Kozak od uredništva Ljubljanskega zvona (kjer je roman po delih izhajal v letih 1924 do 1926) prejel nagrado za vodilno povest revije, se je omejil zgolj na opis druge polovice 19. stoletja. 
Kot samostojna knjiga je roman izšel leta 1931 pri Tiskovni zadrugi v Ljubljani. Tej izdaji je pridal posvetilo: »Očetu, Ceninemu sinu iz Cunjarjevega rodu«.

## Zgodba
Matija Zamejec, glava družine Zamejcev, ima dve hčeri: Marijo in Azo, ki je nenavadno lepa in zato uživa njegovo posebno naklonjenost. Ko izve, da ima Marija nezakonskega otroka z Rokom iz rodu Hostarjev, ki z Zamejci niso v prijateljskih odnosih, pobesni ter Roka prisili v poroko z Marijo. Rok se kmalu po poroki med gašenjem požara v Cukrarni resno poškoduje ter ohromi. Medtem se Aza zaljubi v Andreja Godeža, vaškega ženskarja, ki se po kratki romanci ne zmeni več zanjo. Aza iz maščevalnosti zapeljuje nekega mladeniča, ki se zaradi nesrečne ljubezni do nje ustreli. Po tem dogodku se proti njej postavi celotna vas, zato se začasno umakne k stricu v Trst.
Rok zaradi poškodbe hira ter postaja vedno zlobnejši. Marija zanj in za otroka – malega Roka, ne more več skrbeti sama in na pomoč pokliče strica Luko, Matijevega brata. Tega je Matija zaradi sramote, ki jo je s svojim pijančevanjem prinesel na Zamejčevino, zavrgel. Luka sicer še živi pri Matiju, toda večino časa preživi v krčmi pri Mari, s katero ima tudi nezakonskega otroka. Luka je Mariji v pomoč najprej pri spopadanju z blodnjami umirajočega moža, nato pa tudi pri prenašanju obrekovanja, ki Marijo doleteli po moževi smrti. Stari Hostar namreč trdi, da je Marija z veseljem pričakovala Rokovo smrt, da bi lahko vzela Andreja. Ko te govorice pridejo do Matije, se razsrdi, hčeri izplača, kar ji je še dolžan, ter jo prekolne. 
Aza se v tem času vrne iz Trsta. Ko izve za Marijino nesrečno ljubezen do Andreja, se odloči sestro posvariti pred usodno zvezo in ji nazorno predoči Andrejevo dvoličnost in nestanovitnost. Načrt ji uspe – Mariji sicer stre srce, a jo obenem postavi na realna tla. Nato Azo k sebi pokliče Matija, ki želi, da bi ona podedovala domačijo, toda Aza ponudbo zavrne in se vrne v Trst k ljubimcu. Matija zaradi strtega srca – po njegovem prepričanju so ga izdali vsi, ki jih je ljubil, kmalu umre. 
Po nekaj letih umre tudi Luka, skrb za svojega nezakonskega otroka Aleša pa prepusti Mariji. Tej od svojcev ostaneta le Aleš in Rok, njen sin. Toda tudi v starosti Marija ni obvarovana pred bridkostjo, saj Rok Aleša sovraži ter je z njim nenehno v sporu. Povrhu se iz objestnosti Rok zaplete celo z vdovo, s katero se je Andrej medtem poročil. Andrej zvezo odkrije in vdovo ubije. Marija od hudega umre. 

## Komentarji in kritike
Kritiki so bili glede kvalitete in umetniške vrednosti dela neenotni. Josip Vidmar je roman slabšalno označil za "dostojno ljudsko knjigo", a ga obenem primerjal z deli svetovnega merila, kot so Mannovi Buddenbrookovi ter Galsworthyjeva Saga o Forsytih, s katero ga je primerjal tudi Silvester Škerl. Borko je v romanu opazil realistične in naturalistične prvine, Škerl pa impresionistične in simbolistične. Nekateri kritiki so se nad romanom navduševali, drugi so ga označili za patetičnega. Še najbolj enotni so bili glede dejstva, da je Šentpeter odklon od Cankarjevih modernističnih vplivov, ki se vrača k tradicionalnejšim pripovednim postopkom.  
V Kozakovem Šentpetru se v človeških dušah borijo elementarne, nagonske sile v vsej svoji nagoti. In tem prvinskim silam pisatelj brezobzirno sledi do konca. Svojo pripoved postopoma oblikuje kot barvit mozaik v skrajno razgibano podobo časa, ki je na prelomu, ko pridejo nad ljudi kazni za njihove prednike /.../. Pred bralcem se razrašča mračna podoba Šentpetrske soseske in njenih ljudi, katerih usode zapletajo in razrešujejo neke čudne, človeku nedoumljive skrivnostne sile. Kozakov človek je popolnoma v oblasti teh sil in v oblasti presilne moči svoje lastne krvi." 
 (Janez Mušič)
„Šentpeter" je obsežen tekst. Tako veliko telo potrebuje trdno in dobro povezano ogrodje, to se pravi krepkih in verno začrtanih osebnosti, zapletenih v jasne in velikopotezne odnošaje, iz katerih se dosledno in pregledno razvijajo dogodki in usode. Tega Šentpeter nima. Šibak in nezanesljiv v risbi značajev in v zasledovanju ter razvijanju odnosov med njimi, dela vtis neobvladano razgibane in nesmotrno razčlenjene mase, ki nima ne prave stabilnosti ne jasnih obrisov. Gotovo lahko taka stavba vsebuje posrečene podrobnosti in celo razsežnejše partije, ali prav tako jasno je, da mora biti kot celota navzlic vsemu nesorazmerna. „Šempeter" ni organičen umotvor visokih kvalitet. Tudi ni delo globokega pojmovanja in poznavanja človeških stvari. Pač pa je življenje v njem za manj natančen okus, vrveče, veselo in žalostno, zabavno in pretresljivo in se giblje na ploskvi, ki godi širšem plastem bravstva. Če bi bilo nekoliko bolj umerjeno, v podrobnostih manj nebrzdano, v celoti pa preglednejše, bi bilo lahko navzlic nedostatkom v invenciji in risbi značajev — ne morda pomembna umetnina, marveč tisto, čemur se približuje tudi v sedanji izvedbi — dostojna ljudska knjiga v dobrem pomenu besede. Do umetnine visokih kvalitet pa manjka temu delu, v katerem je Kozak pokazal navzlic vsemu mnogo iznajdljivosti in oblikovnih vrlin, najgloblje duhovne enotnosti, tistega enovitega, enakomernega in v vsem opaznega edinstvenega gledanja na svet, ki ga v mojstrovinah občutimo kot izraz velikih stvarniških osebnosti." 
 (Josip Vidmar)
Roman "Šentpeter" je izrazito epično delo; tako ni samo po močni, romanu realističnega tipa potrebni konstrukciji, po fabuli, zapletu in razpletu dejanja, marveč tudi po slogu. Kozakov slog pomeni v časih, ko celo v prozi naših najmlajših čutimo sugestijo Cankarjevega stila, odklon od Cankarjeve lirične proze in vrnitev mladega pisatelja k tradicijam našega pripovedništva, v zakladnico domačega besedišča, k neizčrpnemu viru ljudske govorice, naravnega izražanja, vsakdanjega življenja." 
 (Božidar Borko)

### Prevodi
- 1957 – srbski, Beograd: Rad (prev. Milivoj Slaviček) (COBISS)
- 1963 – hrvaški, Zagreb: Naprijed (prev. Marijana Zander in Josip Zidar) (COBISS)

### Izdaje
- 1931, Ljubljana: Tiskovna zadruga (COBISS)
- 1947, Ljubljana: Slovenski knjižni zavod (COBISS)
- 1959, Ljubljana: Državna založba Slovenije (COBISS)
- 1976, Maribor: Obzorja (COBISS)
- 1984, Ljubljana: Mladinska knjiga (COBISS)
- 1959, Izbrano delo, 1. Ljubljana: Državna založba Slovenije (COBISS)
- 1990, Zbrano delo, 3. Ljubljana: Državna založba Slovenije (COBISS)

## Obravnave besedila

### Diplomske naloge na temo romana
- Karel Klasinc: Juš Kozak: Šentpeter (Motivacijske osnove v romanu) (1986)
- Vera Mayer: Juš Kozak: Šentpeter: Interpretacija romana (1974)

### Kritike
- Božidar Borko, Jutro 26. 9. 1931 dlib
- Silvester Škerl,  Slovenec 20. 10. 1931 dlib
- Ludvik Mrzel, Jugoslovan 25. 10. 1931 dlib
- Janez Lenček, Modra ptica 32/12 (1931/32), 374–78 dlib
- France Vodnik, Dom in svet 1/2 (1932), 73–76 dlib
- Josip Vidmar: Juš Kozak: Šentpeter. Ljubljanski zvon 52/8 (1932), 492–96 dlib
- Rajmund Habřina: Lidove noviny (Praga) 21. 3. 1933
- Veljko Kuprešanin: Novosti (Zagreb) 15. 7. 1933

### Spremne besede
- Lino Legiša: Slovenski poročevalec 29. 10. 1947
- Marko Slodnjak: Dnevnik 18. 6. 1977
- Nada Gaborovič: Dialogi 1977, 480–81